# モッロ・ダルバ
モッロ・ダルバ（伊: Morro d'Alba）は、イタリア共和国マルケ州アンコーナ県にある、人口約1,800人の基礎自治体（コムーネ）。

## 地理

### 位置・広がり
アンコーナ県のコムーネ。県都・州都アンコーナから西へ25kmの距離にある。

#### 隣接コムーネ
隣接するコムーネは以下の通り。
- ベルヴェデーレ・オストレンセ
- モンテ・サン・ヴィート
- サン・マルチェッロ
- セニガッリア

### 気候分類・地震分類
モッロ・ダルバにおけるイタリアの気候分類 (it) および度日は、zona D, 1936 GGである。
また、イタリアの地震リスク階級 (it) では、zona 2 (sismicità media) に分類される。